# Штайнгроб
Штайнгроб (словен. Štajngrob) — поселення в общині Севниця, Споднєпосавський регіон, Словенія. Висота над рівнем моря: 460,5 м.